# Sommeroper Bamberg

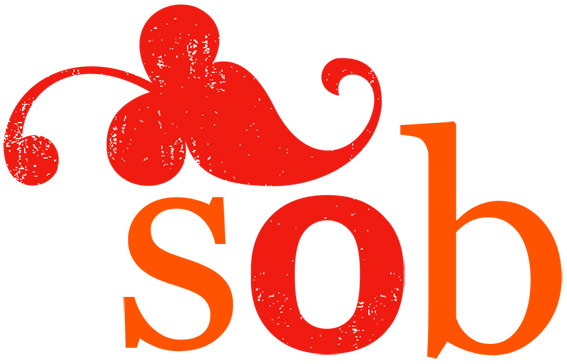
Logo der Sommeroper Bamberg

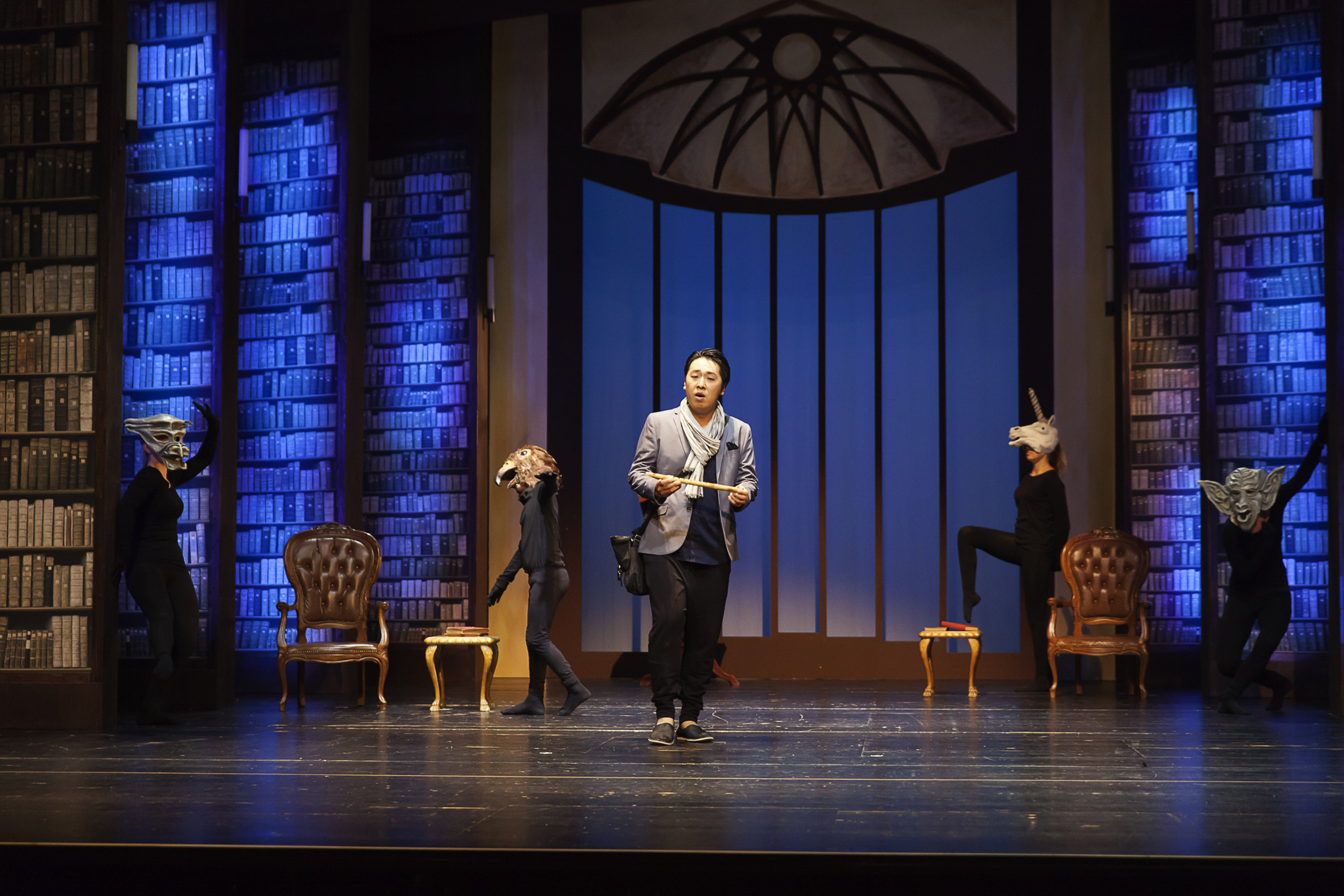
Inszenierung der Oper Die Zauberflöte im Jahr 2015

Die Sommeroper Bamberg (SOB, Eigenschreibweise: Sommer Oper Bamberg)  ist ein Opern- und Orchesterworkshop, der sich an junge Künstler richtet, die noch am Beginn ihrer Karriere stehen.
Seit 2005 treffen sich dafür alle zwei Jahre Musiker aus ganz Europa in Bamberg, um unter professioneller Anleitung innerhalb von drei Wochen ein Stück zur Aufführung zu bringen. Bisher dargeboten wurden Tosca (2005), Il tabarro und Pagliacci (2007), La Bohème (2009), Le nozze di Figaro (2011), Don Giovanni (2013) und Die Zauberflöte (2015).
Dirigent und Künstlerischer Leiter ist dabei Till Fabian Weser, als Mentor im Bereich Gesang konnte Angelika Kirchschlager gewonnen werden. Kooperationspartner sind eine Vielzahl deutscher und europäischer Musikhochschulen.
Die Sommeroper Bamberg ist ein fester Bestandteil der Kulturlandschaft Bambergs und erhielt 2013 den Kulturförderpreis der Stadt. Zugleich ist die SOB einer der renommiertesten Workshops für den Opern- und Orchesternachwuchs in Europa. Sie ist international in den Musikhochschulen und Akademien und bei den Studenten bekannt und erfreut sich starker Beliebtheit.